# Pōmare IV.
Pōmare IV. (28. veljače 1813. – 17. rujna 1877.) (ʻAimata Pōmare IV Vahine-o-Punuateraʻitua; ʻAimata = "jedač oka") bila je kraljica Tahitija, četvrti tahićanski monarh.

## Biografija

### Rođenje i obitelj
Pōmare je bila kći kralja Pōmarea II. i kraljice Teriitooterai Teremoemoe.
Rođena je 28. veljače 1813.
Njezin je djed bio Pōmare I., prvi kralj Tahitija, a brat joj je bio Pōmare III.

### Vladavina
Pōmare III. je umro kad mu je bilo samo šest godina te ga je sestra naslijedila kao Pōmare IV. Bilo joj je samo 14 godina kad je postala kraljicom.
Vodila je bunu protiv Francuza, koji su htjeli vladati Tahitijem. Došlo je do groznog rata, a ništa nije postignuto osim tragičnih gubitaka.
Budući da je Pōmare htjela mir za sve, odlučila je pristati na uvjete francuske vlade te je vladala kao kraljica u ime Francuske.

### Brakovi i djeca
Njezin je prvi muž bio kralj Tapoa II. Razveli su se i nisu imali djece.
S drugim mužem, svojim bratićem Tenaniʻom Ariʻifaʻaiteom a Hirom, imala je djecu:
- dječak
- Henry Pōmare
- Ariʻiaue Pōmare, krunski kraljević
- Pōmare V., kralj Tahitija
- Tamatoa V., kralj Raiatee
- Victoria Pōmare-vahine
- Punuariʻi Teriʻitapunui Pōmare
- Teriʻitua Tuavira Joinville Pōmare
- Tevahitua Pōmare

## Naslovi
- Princeza ʻAimata Pōmare
- Princeza ʻAimata od Tahitija
- Krunska princeza Tahitija
- Kraljica Tahitija